# Історія Белза
Історія Белза — історичні відомості про місто Белз.

## Періоди

Белзький Князь Василько Романович

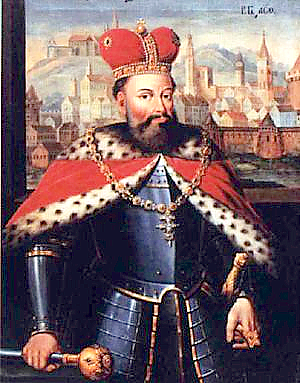
Белзький Князь Лев I Данилович

### Княжі часи,Белзьке князівство
Перша письмова згадка про Белз міститься у «Повісті врем'яних літ», де про 1030р. говориться, що місто було відвойоване Ярославом I Мудрим від поляків.
На той час Белз вже був великим містом. Він знаходився на берегах річки Солокії. З трьох сторін місто було захищено валом, а з південної крутим узвозом. Всередині місто було розділено валом, який відокремлював Дитинець від околиць. На території городища було знайдено скляне намисто, уламки кераміки, що датуються часами Волинського князівства. В літописі згадується ще одна дата 1188 р. у зв'язку з княжою боротьбою за владу, — на цей час Белз був княжою резиденцією молодшого володимирського князя.
На початку XIII ст. в Белзі княжив Василько Романович (Князь Белзький — 1207—1211 р.р.)
В 1349 році король польський Казимир III захопив Белз, та інші міста, серед яких був Володимир та Берестя. 
В лютому 1352 Людвік наздоганяє Казимира ІІІ під Белзом, де він стоїть з великим військом.

| "Вислали вістників до воєводи (castellanus) белзького, котрого угорське джерело зве Drozge: взивали його, аби піддався. Воєвода, аби протягнути час і скріпити свій замок та діждатися помічних військ від литовських князїв, заявив охоту до угоди. Він цілий тиждень тягнув переговори, під час їх на очах ворожого війська кріпив свій замок, - між іншим для оборони напустив воду з річки в рови кріпости, так що вона обтікала її навколо. Вкінці заявив, що не хоче згоди. Королі пішли здобувати замок, але се показалось неможливим. З ранку й до полудня билися вони, стоячи по горло в холодній, текучій водї, що наповняла рови, і понісши великі страти, вкінці відступили. Між убитими був племенник Людовика, а й сам Людовик під час приступу дістав палицею по голові, так що злетів з коня й трохи не пропав. Покалічено Угрів і Поляків стільки, як каже угорське джерело, що й почислити не можна було. Під вражіннєм сього нещастя Людовик другого ж дня постановив вертати на Угорщину. Але, щоб врятуватися від сорому, деякі порадники намовили його вкласти угоду з белзьким воєводою, бодай про око. Белзький воєвода признав над собою якусь зверхність Людовика - повісив на белзьких мурах угорську корону. Угорське військо, діставши сю сатісфакцію, у перших днях квітня пішло собі додому, а Людовик, аби скоріше вернутися, перебіг навпростець Галичину на Мункач." | (за Філєвичем).
Белзька земля, а також Луцька, Володимирська, Холмська й Берестейська, залишися під владою литовських князів. Белз, був під владою князя Юрія Наримунтовича, який в 1366 році такою ж самою хитрістю не віддав Казимирові місто. А в 1376 (інші дані 1377) році місто знаходилося під облогою того ж угорського короля Людвіка, який пішов походом проти князя Юрія Наримунтовича. В той час поляки билися за Холм, успішно взявши місто, приєдналися до короля. Облога Белзу тривала 7 тижнів (як писав тоді сучасник прусський хроніст Герман з Вартберґе). За даними «Словника географічного Королівства Польського», Людвік Угорський надав Белзьке князівство Юрію Наримунтовичу ленним правом. Міг князь Юрій і тримати облогу більше, але допомоги дістати не міг. Інші князі обороняли свої землі. Холмсько-Белзьку землю було відібрано від Юрія Наримунтовича і приєднано до Галичини, під управу Владислава — князя Опольського.
З Белзом пов'язана і історія однієї чудотворної ікони — Ченстоховскої Божої Матері, яка потрапила на українські землі через святителів Кирила і Мефодія, а до Белзу — шляхом шлюбів руських княгинь з князями Галицькими та Польськими. З іконою пов'язане чудо — було це під час облоги Белза татаро-монголами. Місцеві жителі, уповаючи на захист Пресвятої Богородиці, винесли чудотворну ікону на мур міської фортеці. Одна з татарських стріл влучила в лик Божої Матері. З рани потекла кров, а на татар спустилася повна темрява. В темряві татари піддалися паніці і підняли зброю один на одного, і багато загиблих татар було під мурами замку. А від жаху ті, хто залишилися живими, втекли від міста. З того часу на святій іконі залишився трикутний шрам. В Белзі чудотворний образ знаходився в храмі княжого замку до 1377 р. Потім ікону було перевезено силезьким князем Владиславом Опольчиком до Львова, а пізніше до польського містечка Ченстохова, за назвою якого вона відома.
1388 року Белзьку землю король Ягайло переказав князю Земовиту IV — своєму шваґру, чоловіку сестри Олександри.
З 1462 року місто стало центром Белзького воєводства, Корони Польської.
В XVI ст. Белз був розвинутим містом. За реєстром, в 1578 р. було прасолів 24, кравців 8, шевців 19, кушнірів 9, пекарів 20, різників 6, золотар 1, солодовників 2, бондарів 8, слюсарів 2, столярів 2, ткачів 7, уздярів 2, ковалів 4, мідяників (котлярів) 2, сідельників, колодіїв, римарів (cingulator), мечників по одному, 3 стельмахи, 2 лазники). Отже, разом ремісників 96. В Белзі й Белзькім повіті в 1578 р. було 410 майстрів. На той час в XVI ст. в Белзі проживало більше українців, чим поляків. Але поляки займали вищі посади, мали привілеї. Законодавство теж було в руках поляків. В той час відбувається поширення заселення євреями.
1590 року в місті за ініціятиви львівського єпископа Гедеона (Балабана) відбулась нарада єпископів Холмського і Белзького Діонісія Збируйського, Луцького Кирила Терлецького, Пінського і Турівського Леонтія Пельчинського, на якій, зокрема, обговорювалось питання унії з РКЦ.

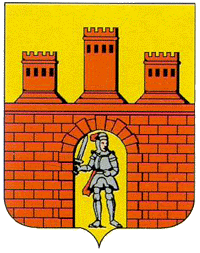
Герб 1772 р.

На початку XVII століття у місці збігу Львівського та Сокальського гостинців при в'їзді в середмістя Белза була збудована каплиця-усипальниця.
Великі пожежі в місті трапилися:
- 1704 року — з вини шведських вояків
- 1739 року, під час якої згоріла кафедральна церква св. Миколи, василіянський монастир УГКЦ.

### У складі володінь Габсбургів
З 1772 р. входило до складу імперії Габсбургів (з 1804 — Австрійської імперії, 1867 — Австро-Угорщини). У 1774 р. стало центром Белзького округу (тобто циркулу, крайсу) Королівства Галичини та Володимирії, який поділявся на дистрикти. 1795 року після Третього поділу Польщі було ліквідоване Белзьке воєводство.
3 березня 1918 року в місті відбулось «свято державності і миру» (віче) на підтримку дій уряду УНР, на якому були присутні близько 8 000 осіб.

### Західноукраїнська Народна Республіка
Після розпаду Австро-Угорщини після Першої світової війни у листопаді 1918 року, Белз був включений до Західноукраїнської Народної Республіки.

### Польська, гітлерівська окупація

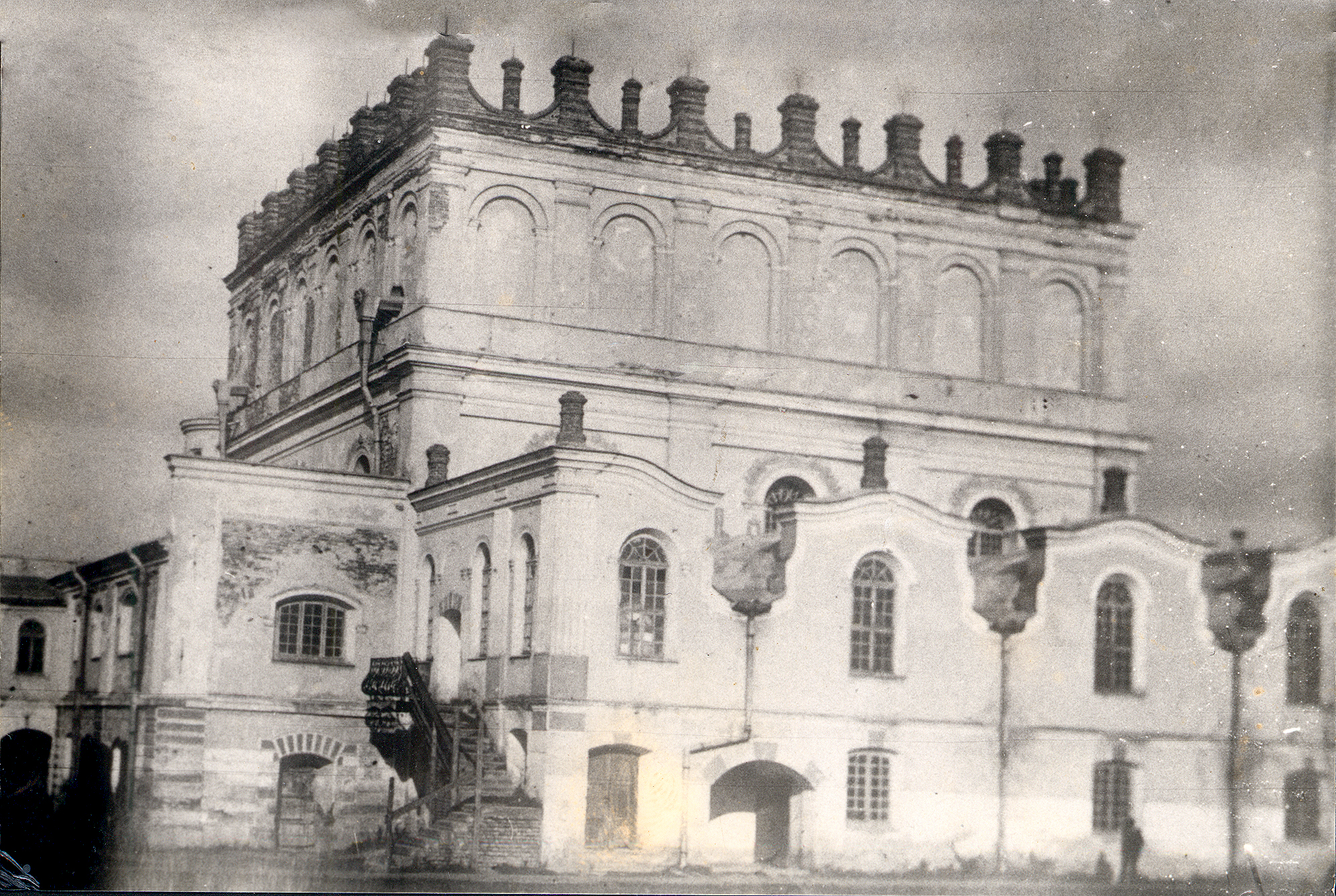
Велика синагога в Белзі, знищена під час Другої світової війни

Місто потрапило під польський контроль в 1919 році після окупації Галичини в результаті українсько-польської війни 1918—1919 років, що було підтверджено угодою між Польщею і Українською Народною Республікою в квітні 1920 року.
В 1939 році Белз був окупований гітлерівською Німеччиною. За німецької окупації у місті діяла філія Грубешівського Українського допомогового комітету. До літа 1941 року лівим (північним) берегом річки Солокії проходив кордон між гітлерівським Райхом та СССР. Більшість євреїв залишили Белз до німецького вторгнення. Однак до травня 1942 року в Белзі ще налічувалося близько 1540 євреїв, більшість з яких були біженці з інших містечок Польщі. 2 червня 1942 року близько 1000 євреїв були переведені до Грубешева, а звідти в концентраційний табір Собібор. Інші 504 були переведені до Грубешева у вересні того ж року, після того, як вони були не потрібні для збору врожаю в районі.

### В складі Польщі
Після вигнання гітлерівців у 1944 році Белз був спочатку повернутий до складу Польщі. Після «коректування» кордону в 1951р, згідно з договором, переданий до СРСР (УРСР).

### Радянський період
В 1951 році Белз став центром Забузького району Львівщини, який в 1962 був скасований.

### Період Відновлення Незалежності України
З 1991 року в незалежній Україні. Створено Державний історико-культурний заповідник. Відновлено міську ратушу.